# Кулусук
Кулусук (гренл. Kulusuk) — посёлок в восточной Гренландии, входящий в состав коммуны Сермерсоок. Население — 310 (2005). В Кулусуке расположен международный аэропорт, один из двух в Восточной Гренландии.
В посёлке живёт много датчан, которые обслуживают аэропорт. Также медицинские услуги предоставляются врачом из материковой Дании. В школе, восстановленной в 2005 году, обучается около 70 учащихся. Все работающие в ней учителя имеют высшее образование.
Церковь была построена в память о датском судне, которое село на мель неподалёку от берега. Построена из бревен самого судна. Рядом с церковью есть памятник затонувшему кораблю. Кладбище находится примерно в 200 метрах от центра деревни. На крестах нет имён по традиций инуитов, потому что они верят что имя покойного переходит к другому в момент смерти и жизни на следующее поколение.
Уровень безработицы высок, и многие жители зависят от туризма в дополнение к более традиционным занятиям охотой и рыбалкой. В деревне находится отель Кулусук, который был построен в 1999 году и служит местом проживания для туристов.